# Мейман (Португалия)
Мейман (порт. Meimão) — район (фрегезия) в Португалии, входит в округ Каштелу-Бранку. Является составной частью муниципалитета Пенамакор. По старому административному делению входил в провинцию Бейра-Байша. Входит в экономико-статистический субрегион Бейра-Интериор-Сул, который входит в Центральный регион. Население составляет 347 человек на 2001 год. Занимает площадь 33,22 км².